# Rodrigo Caballuci
Rodrigo Martín Caballuci (Lomas de Zamora, Provincia de Buenos Aires, Argentina; 22 de julio de 1992) es un futbolista argentino. Juega como mediocampista por izquierda y su actual equipo es Douglas Haig de Pergamino del Torneo Federal A.

## Trayectoria

### Douglas Haig
Desde el año 2000 jugó en el club Atlético Villa Gesell, y en el 2009, tras un paso por las divisiones formativas de Sirio Libanés de Pergamino, llegó a las inferiores de Douglas Haig  para terminar formándose como jugador. En 2010 debuta profesionalmente y en 2012 fue partícipe del ascenso del "Rojinegro" a la Primera B Nacional. En 2016, tras una gran campaña donde logró 5 goles en 19 partidos, es comprado por el Club Olimpo. En la institución completó 133 partidos entre el Torneo Argentino A y la Primera B Nacional y marcó 15 goles.

### Olimpo
En julio de 2016, Olimpo de Bahía Blanca compra la totalidad de sus derechos federativos y el 80% de sus derechos económicos. Debutó el 28 de octubre, ingresando desde el banco, en el triunfo del "Aurinegro" por 2-1 frente a Atlético Tucumán. El 18 de diciembre, en su primer partido como titular, convierte su primer gol con la camiseta de Olimpo, en la derrota por 2-1 ante River Plate. Ya en 2017, teniendo más continuidad como titular y con grandes actuaciones, le marca un doblete a Patronato en la victoria por 4-3, un gol en la victoria por 2-0 a Aldosivi y un tanto en la victoria por 3-1 ante Huracán. En la última fecha del campeonato, marca un tanto en la victoria por 3-0 ante Aldosivi, lo que le otorgó la permanencia a Olimpo en la Primera División. Además, cerró el torneo con 7 asistencias, por lo que fue un jugador fundamental para evitar el descenso del equipo bahiense.
Lamentablemente para él, la siguiente temporada fue una pesadilla: sufrió una seria lesión que derivó en una operación (la que posteriormente el jugador calificó como "innecesaria") y cuando estaba listo para regresar a las canchas, los conflictos con la dirigencia por falta de pago lo llevaron a tomar la decisión de inhibir al club. De yapa, la mala campaña de Olimpo en la Superliga condenó al equipo bahiense a descender a la Primera B Nacional.

### Unión (SF)
Tras conseguir la libertad de acción de Olimpo por parte de la AFA, a mediados de 2018 se incorpora a Unión de Santa Fe. Al llegar sobre el cierre del libro de pases y sin haber hecho pretemporada, no fue tenido en cuenta por el técnico Leonardo Madelón en el poco tiempo que estuvo en el plantel.

### Agropecuario
Tres meses después de su llegada a Unión, recibe el llamado de Felipe De la Riva para sumarse como refuerzo a Agropecuario de Carlos Casares por la lesión de Emiliano Tellechea. En el Sojero tampoco tuvo la continuidad deseada (apenas 5 partidos jugados y solo 2 como titular).

### Regreso a Olimpo
Tras su paso por Agropecuario, a mediados de 2019 vuelve a Unión, club con el que tenía contrato hasta 2020; sin embargo, acuerda con dirigencia rescindir el vínculo. De esta manera, el futbolista queda liberado y toma la decisión de regresar a Olimpo de Bahía Blanca para jugar el Torneo Federal A.

## Clubes
- Actualizado al 17 de agosto de 2025

| Club                   | Div.                | Temporada           | Liga | Liga | Copa Nacional | Copa Nacional | Copa Internacional | Copa Internacional | Total | Total |
| Club                   | Div.                | Temporada           | PJ   | G    | PJ            | G             | PJ                 | G                  | PJ    | G     |
| ---------------------- | ------------------- | ------------------- | ---- | ---- | ------------- | ------------- | ------------------ | ------------------ | ----- | ----- |
| Douglas Haig Argentina | 3.ª                 | 2010/11             | ?    | 2    | -             | -             | -                  | -                  | ?     | 2     |
| Douglas Haig Argentina | 3.ª                 | 2011/12             | ?    | 1    | -             | -             | -                  | -                  | ?     | 1     |
| Douglas Haig Argentina | 2.ª                 | 2012/13             | 31   | 3    | 0             | 0             | -                  | -                  | 31    | 3     |
| Douglas Haig Argentina | 2.ª                 | 2013/14             | 22   | 1    | 0             | 0             | -                  | -                  | 22    | 1     |
| Douglas Haig Argentina | 2.ª                 | 2014                | 15   | 2    | 1             | 0             | -                  | -                  | 16    | 2     |
| Douglas Haig Argentina | 2.ª                 | 2015                | 14   | 1    | -             | -             | -                  | -                  | 14    | 1     |
| Douglas Haig Argentina | 2.ª                 | 2016                | 19   | 5    | -             | -             | -                  | -                  | 19    | 5     |
| Douglas Haig Argentina | 3.ª                 | 2021                | 14   | 3    | -             | -             | -                  | -                  | 14    | 3     |
| Douglas Haig Argentina | 3.ª                 | 2022                | 23   | 5    | -             | -             | -                  | -                  | 23    | 5     |
| Douglas Haig Argentina | 3.ª                 | 2023                | 33   | 7    | -             | -             | -                  | -                  | 33    | 7     |
| Douglas Haig Argentina | 3.ª                 | 2024                | 16   | 1    | 1             | 0             | -                  | -                  | 17    | 1     |
| Douglas Haig Argentina | 3.ª                 | 2025                | 17   | 2    | -             | -             | -                  | -                  | 17    | 2     |
| Douglas Haig Argentina | Total               | Total               | 235  | 33   | 2             | 0             | -                  | -                  | 237   | 33    |
| Olimpo Argentina       | 1.ª                 | 2016/17             | 17   | 6    | 1             | 0             | -                  | -                  | 18    | 6     |
| Olimpo Argentina       | 1.ª                 | 2017/18             | 0    | 0    | 0             | 0             | -                  | -                  | 0     | 0     |
| Olimpo Argentina       | 3.ª                 | 2019/20             | 7    | 0    | -             | -             | -                  | -                  | 7     | 0     |
| Olimpo Argentina       | 3.ª                 | 2020                | 6    | 0    | -             | -             | -                  | -                  | 6     | 0     |
| Olimpo Argentina       | 3.ª                 | 2021                | 2    | 0    | -             | -             | -                  | -                  | 2     | 0     |
| Olimpo Argentina       | Total               | Total               | 32   | 6    | 1             | 0             | -                  | -                  | 33    | 6     |
| Unión Argentina        | 1.ª                 | 2018/19             | 0    | 0    | 0             | 0             | -                  | -                  | 0     | 0     |
| Unión Argentina        | Total               | Total               | 0    | 0    | 0             | 0             | -                  | -                  | 0     | 0     |
| Agropecuario Argentina | 2.ª                 | 2018/19             | 4    | 0    | 1             | 0             | -                  | -                  | 5     | 0     |
| Agropecuario Argentina | Total               | Total               | 4    | 0    | 1             | 0             | -                  | -                  | 5     | 0     |
| Total en su carrera    | Total en su carrera | Total en su carrera | 271  | 39   | 4             | 0             | -                  | -                  | 275   | 39    |

## Palmarés
| Título             | Club         | País      | Año  |
| ------------------ | ------------ | --------- | ---- |
| Torneo Argentino A | Douglas Haig | Argentina | 2012 |